# 20 kilomètres marche féminin aux championnats du monde d'athlétisme 2001
Navigation
Séville 1999 Paris 2003
L'épreuve du 20 kilomètres marche féminin des championnats du monde d'athlétisme 2001 s'est déroulée le 9 août 2001 dans les rues d'Edmonton, au Canada. Elle est remportée par la Russe Olimpiada Ivanova.

## Résultats
| Rang               | Athlète                 | Pays         | Temps           | Notes |
| ------------------ | ----------------------- | ------------ | --------------- | ----- |
| Médaille d'or      | Olimpiada Ivanova       | Russie       | 1 h 27 min 48 s | CR    |
| Médaille d'argent  | Valentina Tsybulskaya   | Biélorussie  | 1 h 28 min 49 s | PB    |
| Médaille de bronze | Elisabetta Perrone      | Italie       | 1 h 28 min 56 s |       |
| 4                  | Erica Alfridi           | Italie       | 1 h 29 min 48 s |       |
| 5                  | María Vasco             | Espagne      | 1 h 30 min 19 s |       |
| 6                  | Norica Câmpean          | Roumanie     | 1 h 30 min 39 s |       |
| 7                  | Melanie Seeger          | Allemagne    | 1 h 30 min 41 s | NR    |
| 8                  | Annarita Sidoti         | Italie       | 1 h 31 min 40 s | SB    |
| 9                  | María Guadalupe Sánchez | Mexique      | 1 h 32 min 27 s | SB    |
| 10                 | Victoria Palacios       | Mexique      | 1 h 33 min 52 s | PB    |
| 11                 | Athina Papayianni       | Grèce        | 1 h 34 min 56 s |       |
| 12                 | Nevena Mineva           | Bulgarie     | 1 h 35 min 18 s | PB    |
| 13                 | Olive Loughnane         | Irlande      | 1 h 35 min 24 s |       |
| 14                 | Kim Mi-Jung             | Corée du Sud | 1 h 35 min 30 s |       |
| 15                 | Vira Zozulya            | Ukraine      | 1 h 35 min 32 s |       |
| 16                 | Geovana Irusta          | Bolivie      | 1 h 36 min 50 s |       |
| 17                 | Anne Haaland-Simonsen   | Norvège      | 1 h 37 min 11 s |       |
| 18                 | Sonata Milušauskaitė    | Lituanie     | 1 h 37 min 33 s |       |
| 19                 | Debbi Lawrence          | États-Unis   | 1 h 37 min 57 s | SB    |
| 20                 | Karen Foan              | Canada       | 1 h 38 min 09 s | PB    |
| 21                 | Sofia Avoila            | Portugal     | 1 h 39 min 10 s |       |
| 22                 | Mara Ibañez             | Mexique      | 1 h 39 min 26 s |       |
| 23                 | Fatiha Ouali            | France       | 1 h 40 min 16 s |       |
| 24                 | Kaori Nikaido           | Japon        | 1 h 40 min 57 s |       |
| 25                 | Jill Zenner             | États-Unis   | 1 h 42 min 43 s |       |
| 26                 | Teresita Collado        | Guatemala    | 1 h 42 min 43 s |       |
| 27                 | Angela Keogh            | Île Norfolk  | 2 h 08 min 46 s |       |
| —                  | Liu Hongyu              | Chine        | DQ              |       |
| —                  | Gillian O'Sullivan      | Irlande      | DQ              |       |
| —                  | Natalya Fedoskina       | Russie       | DQ              |       |
| —                  | Ryoko Tadamasa          | Japon        | DQ              |       |
| —                  | Svetlana Tolstaya       | Kazakhstan   | DQ              |       |
| —                  | Inês Henriques          | Portugal     | DQ              |       |
| —                  | Sun Chunfang            | Chine        | DQ              |       |
| —                  | Jane Saville            | Australie    | DQ              |       |
| —                  | Michelle Rohl           | États-Unis   | DQ              |       |
| —                  | Kerry Saxby-Junna       | Australie    | DQ              |       |
| —                  | Maya Sazonova           | Kazakhstan   | DQ              |       |
| —                  | Hristina Kokotou        | Grèce        | DQ              |       |
| —                  | Yelena Nikolayeva       | Russie       | DQ              |       |
| —                  | Kjersti Plätzer         | Norvège      | DQ              |       |
| —                  | Susana Feitor           | Portugal     | DQ              |       |

## Légende
Records et Performances
- AR : Record continental (area record)
- CR : Record des championnats (championship record)
- MR : Record du meeting (meet record)
- NR : Record national (national record)
- OR : Record olympique (olympic record)
- PR : Record paralympique (paralympic record)
- PB : Record personnel (personal best)
- SB : Meilleure performance personnelle de la saison (season's best)
- WL : Meilleure performance mondiale de l'année (world leader)
- WJR : Record du monde junior (world junior record)
- WR : Record du monde (world record)

Circonstances et Conditions
- DNF : N'a pas terminé (did not finish)
- DNS : N'a pas pris le départ (did not start)
- DQ : Disqualification (disqualification)
- NM : Aucun essai valable enregistré (No Mark)
- Q : Qualifié « directement » au prochain tour (ou à la prochaine compétition), lors d'une compétition majeure, grâce au classement ou à la réalisation des minima (automatic qualifier)
- q : Qualifié au prochain tour (ou à la prochaine compétition), lors d'une compétition majeure, grâce au repêchage ou à la réalisation de l'une des meilleures performances parmi celles des « non qualifiés directement » (grâce au meilleur temps ou à la meilleure distance par exemple) (secondary qualifier)